# Bašaid
Bašaid (cyr. Башаид) – wieś w Serbii, w Wojwodinie, w okręgu północnobanackim, w mieście Kikinda. W 2011 roku liczyła 3123 mieszkańców.